# Bốt hôn 3
The Kissing Booth 3 (tạm dịch: Bốt Hôn 3) là bộ phim hài tình cảm tuổi teen Mỹ năm 2021 bởi đạo diễn Vince Marcello, với kịch bản của Marcello và Jay Arnold. Bộ phim là phần cuối cùng trong chuỗi phim Bốt Hôn sau phần 1 và phần 2. Dựa trên tiểu thuyết The Kissing Booth 3: One Last Time của Beth Reekles, bộ phim có sự tham gia của Joey King, Joel Courtney, Jacob Elordi, Taylor Zakhar Perez và Meganne Young. Phim được phát hành trực tuyến vào ngày 11 tháng 8 năm 2021 bởi Netflix.

## Diễn viên
Danh sách diễn viên được lấy từ IMDB
- Joey King vai Elle Evans
- Joel Courtney vai Lee Flynn
- Jacob Elordi vai Noah Flynn
- Molly Ringwald vai bà Flynn
- Morne Visser vai ông Flynn
- Taylor Zakhar Perez vai Marco Pena
- Maisie Richardson-Sellers vai Chloe Winthrop
- Meganne Young vai Rachel
- Stephen Jennings vai cha Evans
- Carson White vai Brad